# Konrad Forcher-Ainbach
Konrad Forcher-Ainbach, též Konrad Andreas Forcher von Ainbach (24. listopadu 1849 Ainbach – 6. ledna 1901 Sankt Peter ob Judenburg nebo Thalheim), byl rakouský šlechtic, podnikatel a politik německé národnosti ze Štýrska, na konci 19. století poslanec Říšské rady.

## Biografie
Profesí byl velkostatkářem. Od roku 1880 byla jeho manželkou Karoline Ebner.
Vystudoval gymnázium v Kremsmünsteru a Vysokou školu technickou ve Štýrském Hradci. Roku 1867 mu byl udělen Zlatý záslužný kříž s korunou. Po delší dobu byl majitelem oceláren u Judenburgu. Šlo o podniky v Rothenthurmu a Möschitzgrabenu, které převzal už jako dvacetiletý mladík po smrti svého otce. Později továrny prodal a věnoval se činnosti statkáře a veřejného činitele. Byl aktivní v místní a okresní školní radě. Zasedal v okresním zastupitelstvu a po dvacet let působil jako přísedící obchodní komory v Leobenu.
Zasedal jako poslanec Štýrského zemského sněmu. Na sněmu zasedal v letech 1878–1884 (za kurii městskou, obvod Judenburg) a znovu od roku 1890 (kurie obchodních a živnostenských komor, obvod Leoben).
Byl i poslancem Říšské rady (celostátního parlamentu Předlitavska), kam usedl v doplňovacích volbách roku 1892 za kurii městskou ve Štýrsku, obvod Judenburg, Neumarkt, Murau atd. Nastoupil 23. května 1892 místo Heinricha Reichera. Mandát obhájil v řádných volbách roku 1897. Ve volebním období 1891–1897 se uvádí jako Konrad von Forcher-Ainbach, statkář, bytem Sankt Peter ob Judenburg.
V roce 1892 po svém nástupu do Říšské rady vstoupil do klubu Německé lidové (národní) strany. I po volbách roku 1897 se uvádí jako člen Německé lidové strany.
Zemřel v lednu 1901.